# Histoire de Laeken

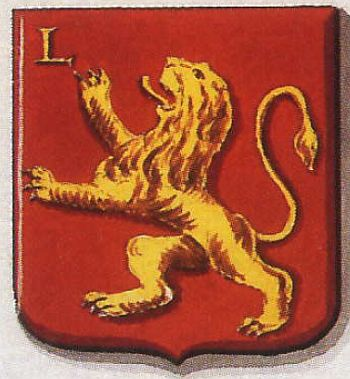
Blason de Laeken jusqu'en 1857.

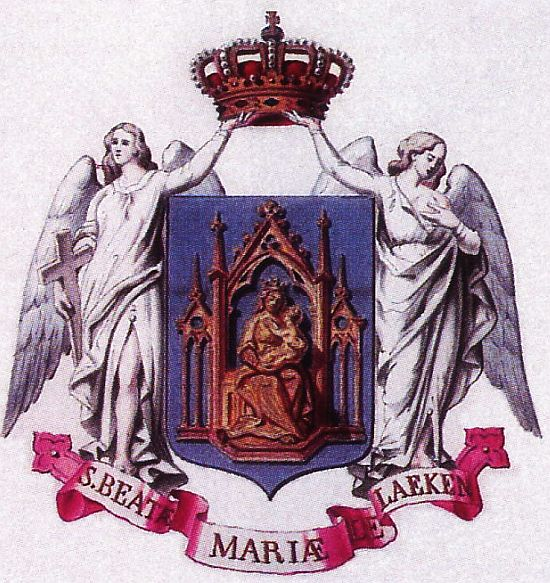
Blason de Laeken de 1857 à 1921

Cet article retrace l'histoire de Laeken, commune ancienne intégrée à la commune de Bruxelles en 1921.

## Antiquité
Des fouilles archéologiques ont mis au jour les vestiges d'une villa au bout de la drève Sainte-Anne sur le versant du Stuyvenberg.
L'actuelle voie nommée chaussée romaine atteste également d'une occupation gallo-romaine, également attestée dans les communes limitrophes.

## Haut Moyen Âge
La plus ancienne mention du village se trouve dans un diplôme de 1080, où apparaît le nom de Gilbert de Lacha .
Le toponyme Osseghem, de l'actuel parc d'Osseghem, renvoie au nom d'une famille franque, les Ossa, vraisemblablement établis dans la région[réf. nécessaire].

## XIIesiècle
En 1176, l'abbesse de Nivelles, Ada, céda l'église Notre-Dame de Laeken à l'abbaye d'Afflighem - qui la conservera jusqu'en 1640.

## XIIIesiècle
Au XIIIe siècle, Laeken est couverte de petits domaines seigneuriaux. D'importance secondaire, une partie d'entre elles se regroupent en une cour censale unique, sans doute pour augmenter leur poids dans les tractations politiques et fiscale avec le puissant voisin bruxellois : il s'agit des seigneuries relevant des Witthem (Schoonenberg), Hujoel, abbaye de Grand-Bigard, van Blitterswijck, Cauweghem, Coensborch et Drootbeek. Les historiens appellent ce regroupement l'heptarchie de Laeken Notre-Dame.
L'origine exacte de l'église Notre-Dame de Laeken reste inconnue - elle pourrait remonter au IXe siècle -, mais la présence d'une église gothique au centre du village est attestée au XIIIe siècle.

## XIVesiècle
Au Moyen Âge, Laeken faisait partie de la cuve de Bruxelles. Le village fut annexé à la ville sous le règne de Jean III de Brabant en 1331. Il ne redevint une commune qu'en 1795, sous le régime français.

## XVesiècle
Au milieu du XVe siècle, les «maîtres des chaussées» de Bruxelles dotèrent Laeken de sa première artère pavée : le vieux chemin conduisant de Bruxelles à Laeken, qui correspond à la chaussée d'Anvers actuelle. En 1447, cette route fut bordée d'arbres.

## XVIesiècle
Le creusement du canal de Willebroeck, qui fut inauguré en 1561, modifia profondément la physionomie de Laeken. Il s'accompagna de l'aménagement de la digue entre Bruxelles et le village de Laeken, l'actuelle l'Allée Verte, qu'on appelait jadis «Digue verte», (« Groenen Dijck » en néerlandais), qui devint un des lieux de promenade favoris des Bruxellois. Au XIXe siècle, elle fut progressivement délaissée au profit de l'avenue Louise.
L'église paroissiale Notre-Dame de Laeken fut ravagée par les calvinistes en 1581. Elle fut restaurée sous le règne de l'archiduc Albert et de l'archiduchesse Isabelle.

## XVIIesiècle

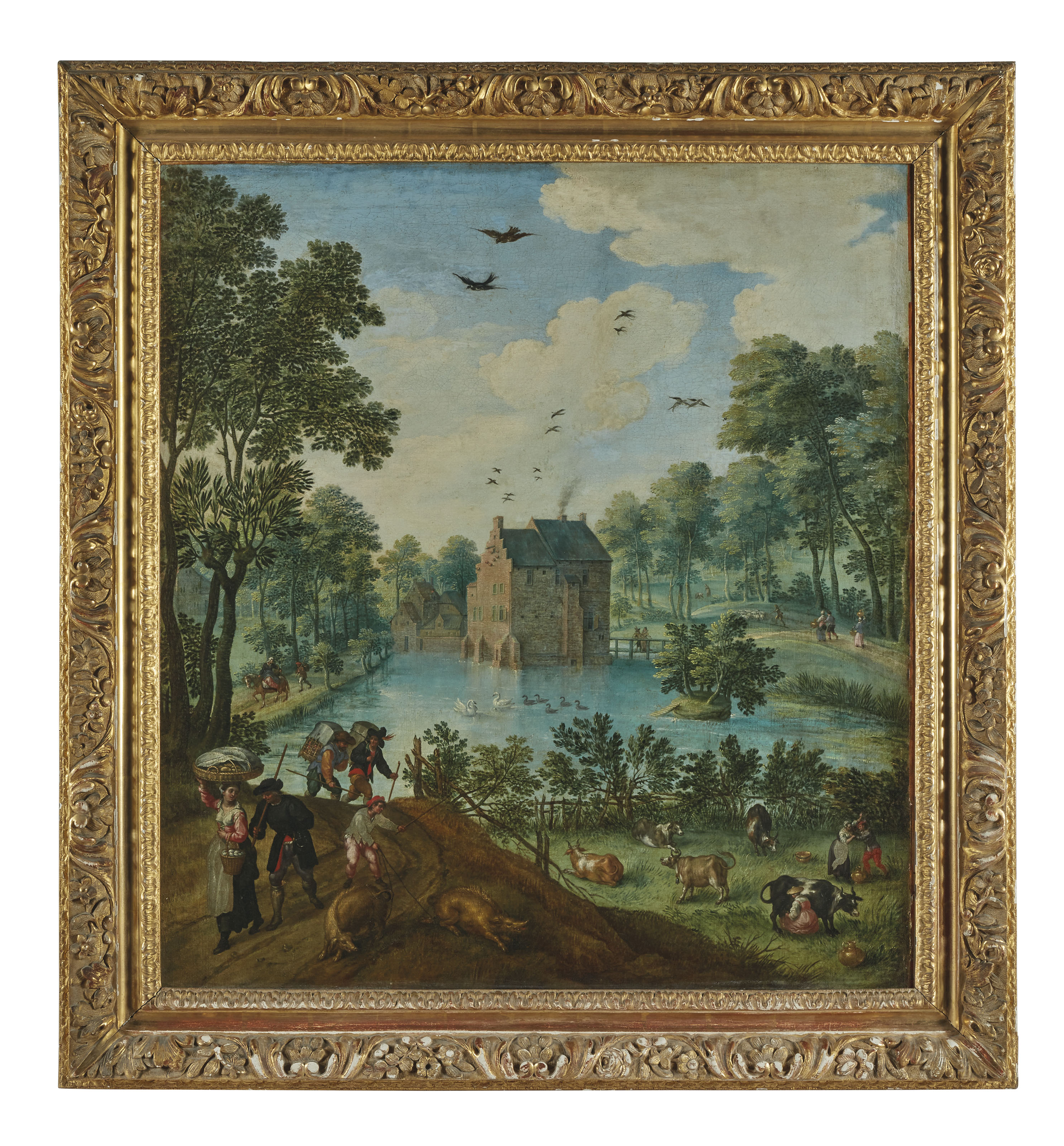
Château du Coensborgh à Laeken, représenté vers 1620.

Au XVIIe siècle, le château du Coensborgh était la propriété de la famille Meeûs et occupait une île sur un étang formé par le Molenbeek. Le percement de la drève Sainte-Anne amputera une partie du domaine.
En 1625, l'archiduchesse Isabelle fit percer la drève Sainte-Anne, appelée à l'époque « avenue du Duc », qui reliait le noyau du village de Laeken à une source considérée comme miraculeuse. La source elle-même fut aménagée en fontaine monumentale, connue sous le nom de Fontaine Sainte-Anne ou Fontaine des Cinq-Plaies.

## XVIIIesiècle: une villégiature
En 1782, les gouverneurs généraux des Pays-Bas, le duc Albert de Saxe-Teschen et son épouse, l'archiduchesse Marie-Christine d'Autriche achetèrent le domaine de Schoonenberg pour y construire une habitation de plaisance (1784).
L'établissement d'une résidence archiducale (qui deviendra brièvement impériale, puis sera royale) eut des conséquences importantes pour Laeken. Son territoire se couvrit de résidences construites par des Bruxellois aisés, attirés par le prestige de la proximité du palais. Cette petite annonce, publiée à Amsterdam, atteste de l'intérêt immobilier du quartier.

« Beau bien patrimonial à vendre, situé à demi-lieue de Bruxelles, près du magnifique château de Laeken, au bord du canal de navigation, qui s’embouche dans l’Escaut, dans le plus beau site possible, composé de trois grands bâtiments avec caves & greniers vastes & commodes, pompe, vacherie, écurie, fermes, cours spacieuses et basses-cours, jardins anglais avec montagne, grotte ornée de statues & cascade naturelle. On y voit encore un grand jardin entouré d’eau-vive, au bord duquel une maison de paysan, de plus, un grand étang devant les bâtiments. Ce lieu à l’avantage de réunir l’utile à l’agréable ; il offre toutes les facilités à s’établir avec peu de frais, de beaux magasins, fabriques et manufactures, au moyen d’une eau courante, appartement au dit fort grand ensemble. Il est d’une étendue de sept bonniers, susceptible de tous les avantages et situé de manière à servir à des usages de toute nature. Si quelquun désire de plus amples informations, il peut s’adresser chez le courtier Jean van den Broeck, sur le Colvenier-Burgwal, près du Nieuwmarkt à Amsterdam. »

— Nouvelles extraordinaires de divers endroits,  à Leyde, par Étienne Luzac, 17 avril 1798, [p. 4].
Ce voisinage bénéficia également au cimetière de Laeken qui s'étendait au pied de l'ancienne église paroissiale : sa superficie fut doublée une première fois en 1832, puis une nouvelle fois en 1855, pour atteindre 2 hectares 46 ares 13 centiares. Aristocrates, membres de la haute bourgeoisie, hommes politiques, écrivains ou artistes célèbres s'y firent ériger des monuments funéraires rivalisant de luxe, si bien que le cimetière a souvent été comparé au cimetière parisien du Père-Lachaise.
En 1795, la France suspend l'organisation politique et administrative de l'Ancien régime et redécoupe le territoire. Dans ce cadre, Laeken récupère une pleine indépendance à l'égard de Bruxelles.

## XIXesiècle: domaine royal

### Napoléon
Après le départ des Autrichiens, le château de Laeken resta à l'abandon. Mis sous séquestre, et adjugé à un particulier espérant le démolir et récupérer le matériau de construction, il n'échappa à la ruine que grâce à Napoléon Ier qui le racheta et l'aménage de façon somptueuse.
Au XIXe siècle, le développement et l'urbanisation de Laeken sont liés à deux facteurs : l'installation de la famille royale de la jeune Belgique au château de Laeken, l'installation du chemin de fer et la croissance de l'activité du Port de Bruxelles. La population de la commune passe ainsi de 1 806 habitants en 1831 à 4 019 en 1846.
En 1807, la porte de Laeken, vestige de la Seconde enceinte de Bruxelles est détruite.

### Le chemin de fer (1856)
En 1856, une partie de Laeken est détruite pour laisser place à la ligne de chemin de fer Bruxelles-Gand.

### Le décès d'une reine (1850)

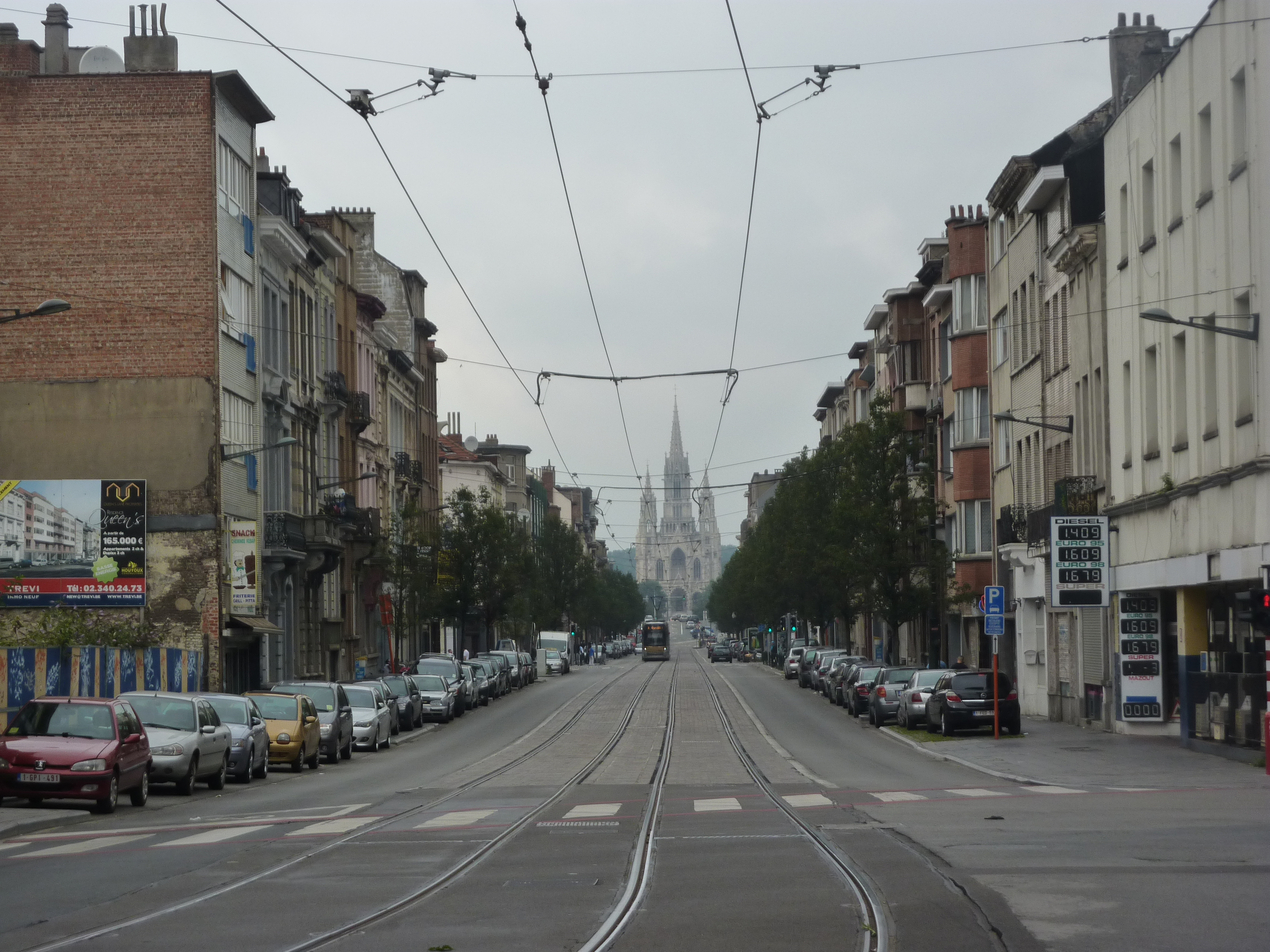
La perspective de l'avenue de la Reine avec l'église Notre-Dame de Laeken.

Lors de son intronisation, la monarchie Léopold Ier s'installe au château de Laeken, qu'occupa avant lui Guillaume Ier.
Louise-Marie d'Orléans, première reine des Belges, particulièrement populaire, souhaitait être inhumée dans l'église de Laeken. Léopold Ier décida alors de remplacer, à ses frais, l'édifice médiéval par un édifice digne du rang de son épouse. Le gouvernement marque son accord le 14 octobre 1850 et une souscription nationale fut finalement lancée à laquelle de nombreux citoyens contribuèrent. La première pierre de l'édifice fut posée par le roi en 1854, mais les travaux durèrent jusqu'en 1909.
L'église fut intégrée dans une perspective urbaine par l'ouverture d'une large artère rectiligne, l'avenue de la Reine, partant du parvis de l'église et rejoignant le centre de Bruxelles. Elle reliait ainsi symboliquement la monarchie à la capitale.

### LéopoldII(1865)
En 1871, le croisement de la ligne "de l’Ouest" et de la ligne Bruxelles Gand sera installé au niveau de la place communale (actuelle place Émile Bockstael) ; la gare Bruxelles-Tour et Taxis est mise en service. En 1872, la gare de Laeken est ouverte aux voyageurs, à proximité de l'église Notre-Dame ; elle est complétée par un bâtiment en 1880. En 1883, la gare Pannenhuis est mise en service. Si l'on prend en considération la gare de l'Allée Verte, toute proche, mais située sur Molenbeek-Saint-Jean, Laeken, à cette époque, compte pas moins de 4 gares.
L'empreinte royale sur Laeken sera encore plus marquée sous Léopold II. Le souverain caressait pour la commune des projets grandioses sinon mégalomanes. Au début de son règne, il écrivit au baron Goffinet :  «Laeken doit devenir pour Bruxelles ce que l'arc de l'Étoile est pour Paris : le point de départ de nombreux boulevards rayonnant tous vers le même point.». Il poursuivit l'agrandissement de son domaine privé, qui passa de 90 ha à 217 ha, comprenant le domaine royal proprement dit et son château, la villa du Belvédère et le domaine du Stuyvenberg. Le domaine royal étant exonéré d'impôts, on comprendra que les Laekenois aient souvent éprouvé des sentiments mitigés à l'égard d'accroissements qui privaient les finances communales de ressources importantes. Le château de Coensborg, Drève Sainte-Anne, appartenant depuis plusieurs générations  à la famille Van Reynegom est racheté vers 1860 par Léopold II qui le détruisit pour agrandir son domaine.
Dès sa montée sur le trône, en décembre 1865, Léopold II se préoccupe de la construction d'un mémorial à son père, placé dans la perspective du château de Laeken. L'aménagement d'un parc public alentour est entériné en 1867. Le parc de Laeken sera progressivement aménagé entre 1876 et 1880 sur base des plans d'Édouard Keilig, associé à l'ingénieur des Ponts et chaussées Louis Van Schoubroeck. Le parc et le monument sont achevés en 1880, pour le cinquantième anniversaire de l'indépendance du pays. Le 3 octobre 1881 le conseil communal de Laeken, décide de l'achat de 50 bancs à placer dans le parc.
Une carte de 1891 fait apparaître, environ le long du boulevard du Centenaire qui n'existe pas encore, un vaste de domaine qui est celui de l'Institut normal supérieur d'économie ménagère agricole. Il comprend un château, où logent les étudiantes, une ferme, une maison pour le directeur, un jardin botanique. Il fut détruit pour l'aménagement du site de l'Exposition universelle de 1958.
En 1897, à la suite de l'extension maritime de la Ville de Bruxelles, la commune de Laeken perd une partie des faubourgs de Laeken ainsi que la zone de Tour et Taxis mais en contrepartie annexe une partie de Neder-Over-Heembeek à l'est de la rue De Wand et du domaine royal (y compris une auberge au bord du canal), incluant une grande partie du Mutsaard dans Laeken.

### Alimentation en eau potable à la fin du siècle
Laeken avait, en 1894, une situation particulière quant à la distribution de l'eau potable. Sur la rive droite du canal, 565 maisons sur 938 étaient desservies par la ville de Bruxelles ; les 373 autres habitations étaient alimentées par des puits creusés dans des terrains d'alluvion recouvrant des tourbières et d'anciens marécages. Ces eaux étaient généralement polluées par les infiltrations de matières organiques. Sur la rive gauche du canal, seulement 25 foyers sur 1 957 étaient pourvu d'une alimentation en eau potable, par une canalisation qui les reliait à la fontaine Sainte-Anne ; les autres maisons de la rive gauche étaient alimentées par des puits similaires à ceux de la rive droite. En somme, sur 26 000 habitants, 7 000 à 8 000 seulement disposaient d'un accès à une eau alimentaire.
N’ayant pu s’entendre ni avec la ville de Bruxelles, ni avec la Société Intercommunale des eaux pour s’assurer une distribution d’eau, l’administration communale de Laeken décida de mettre en place un projet d’abduction des eaux extraites d’un massif sableux situé sous l’ancienne chaussée romaine et sous le chemin de Hosseghem. Les travaux se heurtèrent à des difficultés imprévues et le projet initial fut modifié à plusieurs reprises. Finalement, 186 m de galeries en souterrain et 260 mètres d’aqueducs en tranchée ouverte offrirent environ 375 m3 par jour, et une dizaine de puits creusés à l’emplacement de sources jaillissant dans une vallée voisine, 125 autres mètres cubes. Laeken disposait ainsi de 500 m3 d’eau alimentaire par jour. La dépense de premier établissement des galeries, de l’usine de refoulement et des réservoirs pouvait être évaluée à 1 300 000 francs (belges, de l'époque) ; la province alloua un subside de 100 000 francs ; restait donc 1 200 000 francs dont les intérêts et l’amortissement à 4 % représentent 48 000 francs. Les frais d’exploitation étaient évalués à 12 000 francs, ce qui portait la dépense annuelle à 60 000 francs, mettant le prix du mètre cube d’eau disponible à 33 centimes. Les trois quarts de l’eau amenée étant effectivement vendus, l’eau vendue revenait à 44 centimes le mètre cube.
En 1899, la Compagnie intercommunale négocia avec la commune de Laeken le passage de conduites sur son territoire et le rachat de certaines canalisations, afin de pouvoir desservir les communes de Jette-Saint-Pierre et de Koekelberg. Une convention intervint alors, en vertu de laquelle Laeken avait droit gratuitement à 300 m3 par jour d’eau de la Compagnie intercommunale et à autant de mètres cubes supplémentaire qu'elle en désirait au prix de 10 centimes le mètre cube.
Les eaux des galeries drainantes du Heysel provenaient alors de sables tertiaires, captées à une profondeur variant de 8 à 14 mètres, bien protégées contre les contaminations extérieures, grâce au périmètre de protection acquis par la Commune ; elles étaient de bonne qualité comme en attestaient les analyses chimiques et bactériologiques de l'époque. Quant aux eaux des sources du Bocq, distribuées sur la rive droite du canal, leur excellente qualité étaient également pleinement reconnue.

## XXesiècle: rattachement à Bruxelles
En 1905, les 75 ans d'indépendance de la Belgique sont fêtés en grande pompe, entre autres dans le Parc de Laeken.
Entre 1907 et 1909, est construite la Justice de Paix de Laeken, avant celle-ci avait lieu dans la maison communale.
En 1912, un nouvel Hôtel communal est inauguré sur la place Émile-Bockstael. Elle remplace la modeste maison communale de la rue des Palais Outre-Pont.
En 1920, un recensement national compte 40 681 habitants à Laeken pour une superficie de 925 hectares.
Laeken, commune indépendante est rattachée à la ville de Bruxelles en 1921 - en même temps que Haren et Neder-Over-Heembeek -, en application de la loi « ayant pour objet l’agrandissement de la ville de Bruxelles en vue de l’extension des installations maritimes ». L'idée était donc d'agrandir le port de Bruxelles, alors encore très actif.

### Après 1921
L'histoire de Laeken se confond depuis avec l'histoire de Bruxelles.
Il faut néanmoins noter que le territoire de l'ancienne commune, le quartier du Heysel en particulier, a été profondément transformé dans le cadre de l'organisation des expositions universelles de 1935 et 1958 qui eurent lieu sur le territoire de Laeken.
Laeken connut une médiatisation internationale lors du sommet européen de Laeken les 14 et 15 décembre 2001, qui accoucha de la Déclaration de Laeken.
Le Heysel reste depuis le début du XXe siècle un quartier rempli d'enjeux économiques, urbanistiques, patrimoniaux et environnementaux.

## Repères historiques
| Date      | Événement                                                           |
| --------- | ------------------------------------------------------------------- |
| Antiquité | Présence attestée                                                   |
| 1080      | Première mention écrite connue de Laeken                            |
| 1331      | Laeken annexée à Bruxelles                                          |
| 1561      | Inauguration du canal de Willebroeck                                |
| 1725      | Château du Stuyvenberg                                              |
| 1784      | Château de Laeken                                                   |
| 1788      | Château du Belvédère                                                |
| 1795      | Indépendance de Laeken                                              |
| 1835      | Ouverture de la gare de Bruxelles-Allée-Verte                       |
| 1854      | Début de la construction de la nouvelle église Notre-Dame de Laeken |
| 1865      | Montée sur le trône de Léopold II                                   |
| 1880      | Parc de Laeken                                                      |
| 1921      | Laeken est annexée par Bruxelles                                    |
| 1935      | Exposition universelle de 1935                                      |
| 1958      | Exposition universelle de 1958                                      |
| 2001      | Déclaration de Laeken                                               |

## Liste des bourgmestres de Laeken

### Maires de Laeken
- 1802 : Pissoet [14]
- ~1805 : Antoine de Celles[15],[16]

### Bourgmestres de Laeken
- 1830-1834 : Benjamin Story Van Waes[3],[17]
- 1834-1849 : Marc-Julien Deby [18],[3]
- 1849-1872 : Charles Joseph Herry (1805-1879), par ailleurs premier président de la brasserie Caulier, établie en 1873-1875 dans la rue Herry[19].
- 1872-1877 : Jules Van Volxem [3]
- 1877-1920 : Émile Bockstael (1838-1920)
- 1920-1921 : Pas de bourgmestre vu l'annexion proche[20]. Premier échevin : Joseph Vandemeulebroek.

## Évolution démographique
Les chiffres de la démographie à Laeken illustrent bien l'essor extraordinaire que connut la commune durant les jeunes années de la Belgique (1831-1846), puis jusqu'en 1920.
- 1786 : 1 066 habitants
- An VIII (1799) : 979
- 1831 : 1 806
- 1846 : 4 019
- 1894 : 26 000[11]
- 1920 : 40 681
- 1999 : 45 211 [3]